# Reineta de Valleseco
Reineta de Valleseco es una variedad cultivar de manzano (Malus domestica). Esta manzana está cultivada en diversos viveros entre ellos algunos dedicados a conservación de árboles frutales en peligro de desaparición, así como en parcelas de cultivos de organismos autónomos de conservación de las variedades hortícolas y frutales de la herencia.
Es originaria de Valleseco en Gran Canaria, España, donde tuvo su mejor época de cultivo comercial como manzana de mesa hasta finales del siglo XX. Su cultivo se ha revitalizado actualmente por su uso como manzana para la elaboración de sidra.

## Sinónimos
- "Manzana Reineta de Valleseco",[6][8][9]
- "Reineta 567",[10]
- "Reineta de Canadá".[11]

## Historia
La llegada de los manzanos al archipiélago canario se produjo tras la conquista castellana. Ya en la primera mitad del siglo XVI se conocían múltiples variedades de manzanas plantadas en las islas.
Canarias presenta unas condiciones de clima y de suelos excelentes para el cultivo del manzano en la ecozona de "Medianías Frescas" del norte de las islas canarias occidentales y de Gran Canaria, dadas las altas necesidades de horas de frío y de humedad que presenta el cultivo de este fruto.
El cultivo de las manzanas fue introducido en Valleseco en 1858 de manos del alcalde del momento, que decidió recuperar los terrenos baldíos y las laderas del municipio con árboles frutales con el objetivo de evitar la erosión. Para ello solicitó al gobernador civil de la provincia que le proporcionara grandes cantidades de árboles para repoblar las zonas más áridas del municipio. La variedad que se envió fue la manzana 'Reineta de Canadá' que desde entonces arraigó muy bien en Valleseco, por lo que su cultivo se extendió por todo el municipio, favorecido por el clima de Valleseco y los vientos alisios, que mantienen unos niveles óptimos de humedad sin necesidad de riegos .
'Reineta de Valleseco' es una variedad que se encuentra entre las locales autóctonas más antiguas, cuyo cultivo se centraba en comarcas muy definidas. Se caracteriza por su buena adaptación a sus ecosistemas y podría tener interés genético en virtud de su adaptación. En el pasado se encontraban diseminadas por todas las regiones fruteras españolas, aunque eran especialmente frecuentes en la España húmeda. Se podían clasificar en dos subgrupos: de mesa y de sidra (aunque algunas tenían aptitud mixta).
'Reineta de Valleseco' es una variedad mixta; clasificada como de mesa, también se utiliza en la elaboración de sidra.

## Características
El manzano de la variedad tiene un vigor medio, tubo de cáliz ancho, triangular y muy raras veces en forma de embudo con el tubo corto, y con los estambres situados casi siempre por debajo de su mitad y florece a inicios de mayo.
La variedad de manzana tiene un fruto de tamaño variable, de grande a muy grande, forma esfero-cónica, globosa, rebajada de un lado, contorno oval o esfero irregular, piel levemente grasa, con color de fondo amarillo verdoso, siendo el color del sobre color leve, importancia del sobre color muy bajo, siendo su reparto en chapa, con chapa solamente bronceada en la zona de insolación o exenta de ella, acusa punteado y tachonado ruginoso suave, y una sensibilidad al "russeting" (pardeamiento áspero superficial que presentan algunas variedades) media;su pedúnculo es generalmente mediano, fino, leñoso y pubescente, la anchura de la cavidad peduncular es amplia, la profundidad de la cavidad pedúncular profunda, a veces con suave chapa ruginosa, fondo con costra ruginosa, bordes irregulares y rebajados de un lado, e importancia del "russeting" en cavidad peduncular fuerte; anchura de la cavidad calicina amplia o mediana, profundidad de la cav. calicina profunda, poco marcada, bordes ondulados y mamelonados, y de la importancia del "russeting" en cavidad calicina media; ojo grande, cerrado o entreabierto; sépalos largos y puntiagudos, carnosos en su base, y desde su mitad las puntas se vuelven hacia fuera con irregularidad. Su carne es de color blanco crema; su textura, crujiente y jugosa; el sabor característico de la variedad es acidulado y agradable; corazón bulbiforme alargado; eje abierto o agrietado; celdas alargadas y algunas semi-triangulares; semillas alargadas y estrechas.
La manzana tiene una época de maduración y recolección tardía en el otoño-invierno, se recolecta desde mediados de octubre hasta mediados de noviembre, madura durante el invierno y aguanta varios meses más. 